# Scotopteryx arthuri
Scotopteryx arthuri är en fjärilsart som beskrevs av Louis Beethoven Prout 1939. Scotopteryx arthuri ingår i släktet backmätare, och familjen mätare. Inga underarter finns listade.